# أولاد جابر أولاد الجنفي (بوعنان)
أولاد جابر أولاد الجنفي هي إحدى مشيخات المملكة المغربية، تتبع جغرافيا لإقليم فكيك وإداريًا لبوعنان. يقدر عدد سكانها بـ 995 نسمة حسب الإحصاء الرسمي للسكان والسكنى لسنة 2004.